# Puncture
Puncture è un film del 2011 diretto da Adam Kassen e Mark Kassen, con protagonista Chris Evans.
Il film è stato presentato in anteprima al Tribeca Film Festival 2011.
In Italia, il film è stato distribuito solamente in formato Digital Download.

## Trama
Mike Weiss è un giovane avvocato tossicodipendente di Houston. Talentuoso e sopra le righe, Mike, assieme al suo socio e amico Paul Danziger, decide di accettare il caso di Vicky, un'infermiera del pronto soccorso locale che è stata punta da un ago infetto. Ma quello che sembrava un semplice caso, per i due avvocati si trasforma in qualcosa di più grande di loro, che coinvolge l'assistenza sanitaria e le aziende farmaceutiche statunitensi.

## Produzione
Paul Danziger ha scritto una prima versione dello script, che successivamente è stato riscritto da Ela Thier. Dopo che i registi Mark e Adam Kassen hanno accettato di dirigere la pellicola, hanno ingaggiato Chris Lopata per riscrivere la sceneggiatura. Le riprese sono iniziate il 10 febbraio 2010 a Houston, Texas.